# Джиба
Джиба (итал. Giba) — коммуна в Италии, располагается в регионе Сардиния, подчиняется административному центру Южная Сардиния.
Население составляет 2 003 человека (30-06-2019), плотность населения составляет 65,8 чел./км². Занимает площадь 30,44 км². Почтовый индекс — 9010. Телефонный код — 0781.
Покровителем населённого пункта считается святой апостол Пётр. Праздник ежегодно празднуется 29 июня.